# Carl Auer von Welsbach

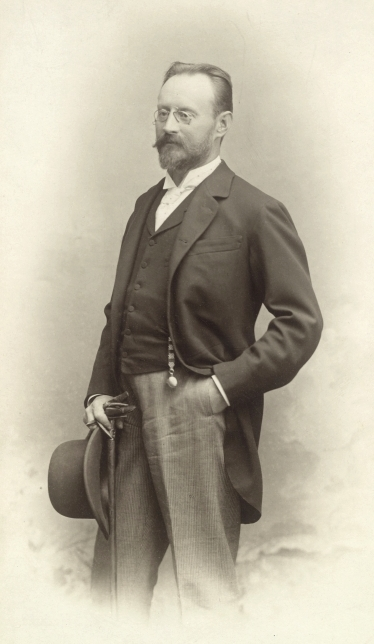
Carl Auer von Welsbach

Carl Johann Joachim Freiherr Auer von Welsbach (* 1. September 1858 in Wien; † 4. August 1929 in Mölbling, Kärnten) war ein österreichischer Chemiker und Unternehmer.
Er entdeckte die vier chemischen Elemente Neodym, Praseodym, Ytterbium und Lutetium und erfand den Glühstrumpf im Gaslicht („Auerlicht“), die Metallfadenlampe und den Zündstein („Auermetall“) im Feuerzeug. 
Er gründete 1898 die Treibacher Industrie AG und 1906 das Unternehmen Osram.
Die Auer-Gesellschaft wurde 1892 gegründet.

## Leben und Werk

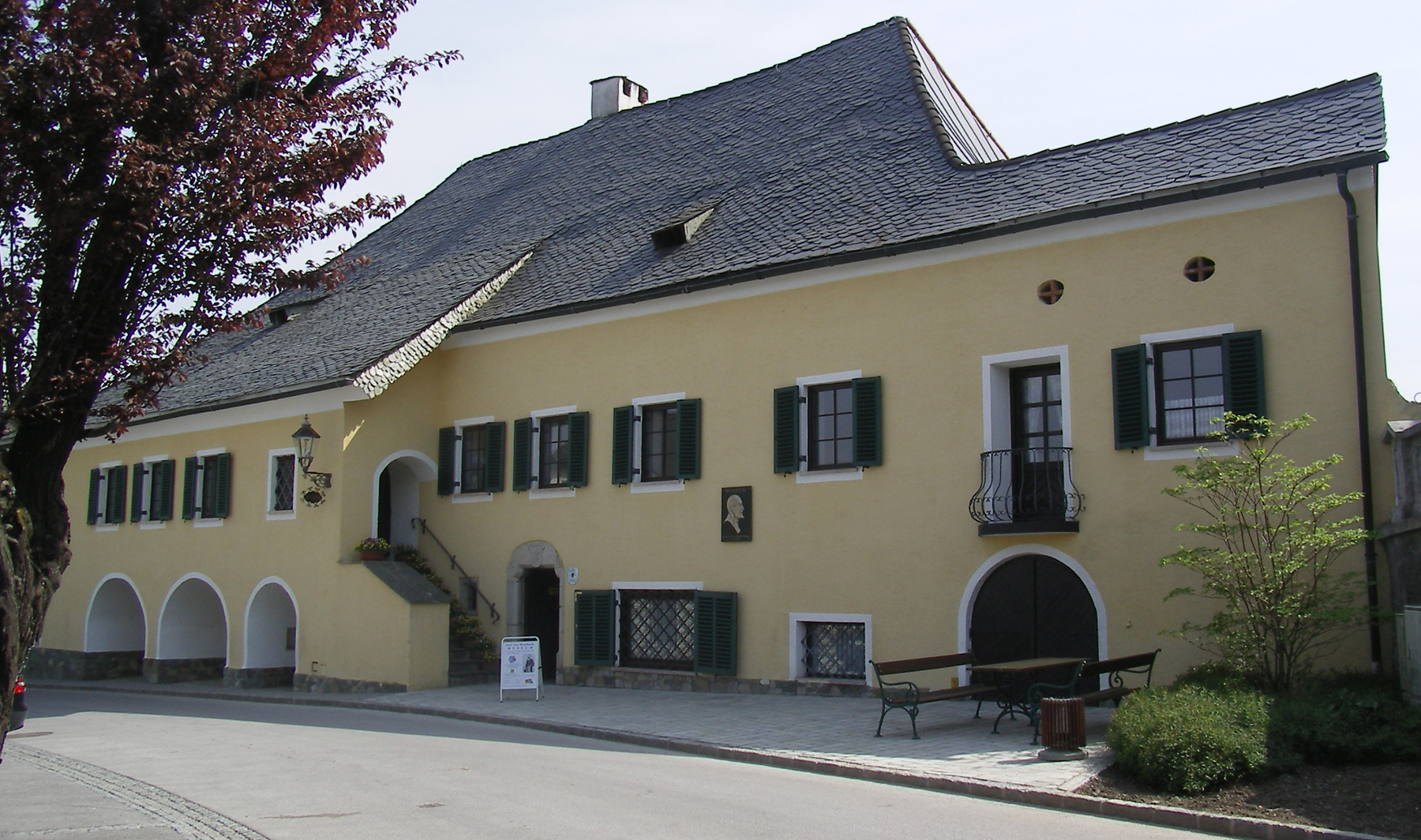
Museum in Althofen (2006)

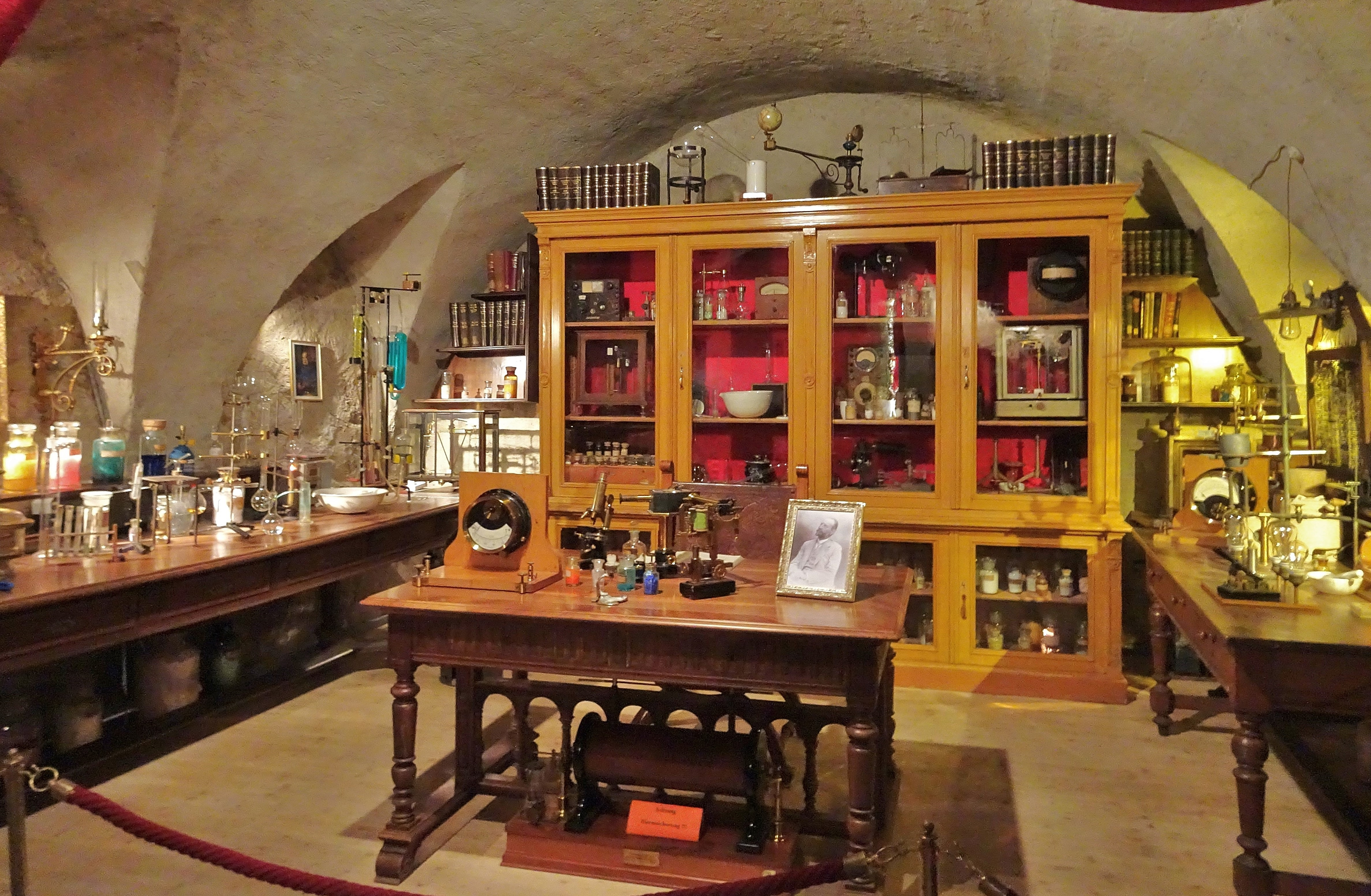
Mit Originalgeräten und -chemikalien nachgestelltes Laboratorium Auer von Welsbachs im Auer-von-Welsbach-Museum (2018)

### Herkunft
Sein Vater Alois Auer von Welsbach stammte aus bescheidenen Verhältnissen, hatte eine Buchdruckerlehre gemacht und war von 1841 bis 1864 Direktor der k.k. Hof- und Staatsdruckerei in Wien. Diese wurde unter seiner Leitung zu einem Unternehmen von Weltruf. Alois erfand den Naturselbstdruck und die automatische Kupferdruckpresse. Carls Mutter Therese geb. Neuditschka war Tochter eines Kaufmanns. 
Carl Auer wurde am 2. September 1858 in Wien-St. Stephan getauft, Taufpaten waren Carls Großvater mütterlicherseits, der Kaufmann Johann Neuditschka, sowie Joaquin Catalá de Monsonis, Conde de Cerdanet, mit dem Carls Vater Alois durch seine Hilfestellung bei der Familienforschung verbunden war.
Alois Auer wurde 1860 in den Adelsstand erhoben und erhielt das Prädikat von Welsbach, das auf die Heimat der Familie, Wels, hinwies. Schon früh erkannte er die Begabung seines Sohnes Carl.

### Lebenslauf
Auer studierte in Wien und in Heidelberg Chemie. Dort, im Laboratorium von Robert Wilhelm Bunsen (1811–1899), begann er mit Untersuchungen an den Metallen der Seltenen Erden. Nach seiner Promotion im Mai 1882 kehrte er nach Wien zurück, wo er diese Arbeiten fortsetzte. Hier hatte er einen ebenso prominenten Lehrmeister in Adolf Lieben (1836–1914), in dessen Institut er zu arbeiten begann. 
Es gelang ihm im Jahr 1885, Didym mittels vielfach wiederholter fraktionierter Kristallisation in die Elemente Neodym und Praseodym zu zerlegen. Didym hatte bis dahin als Element gegolten.

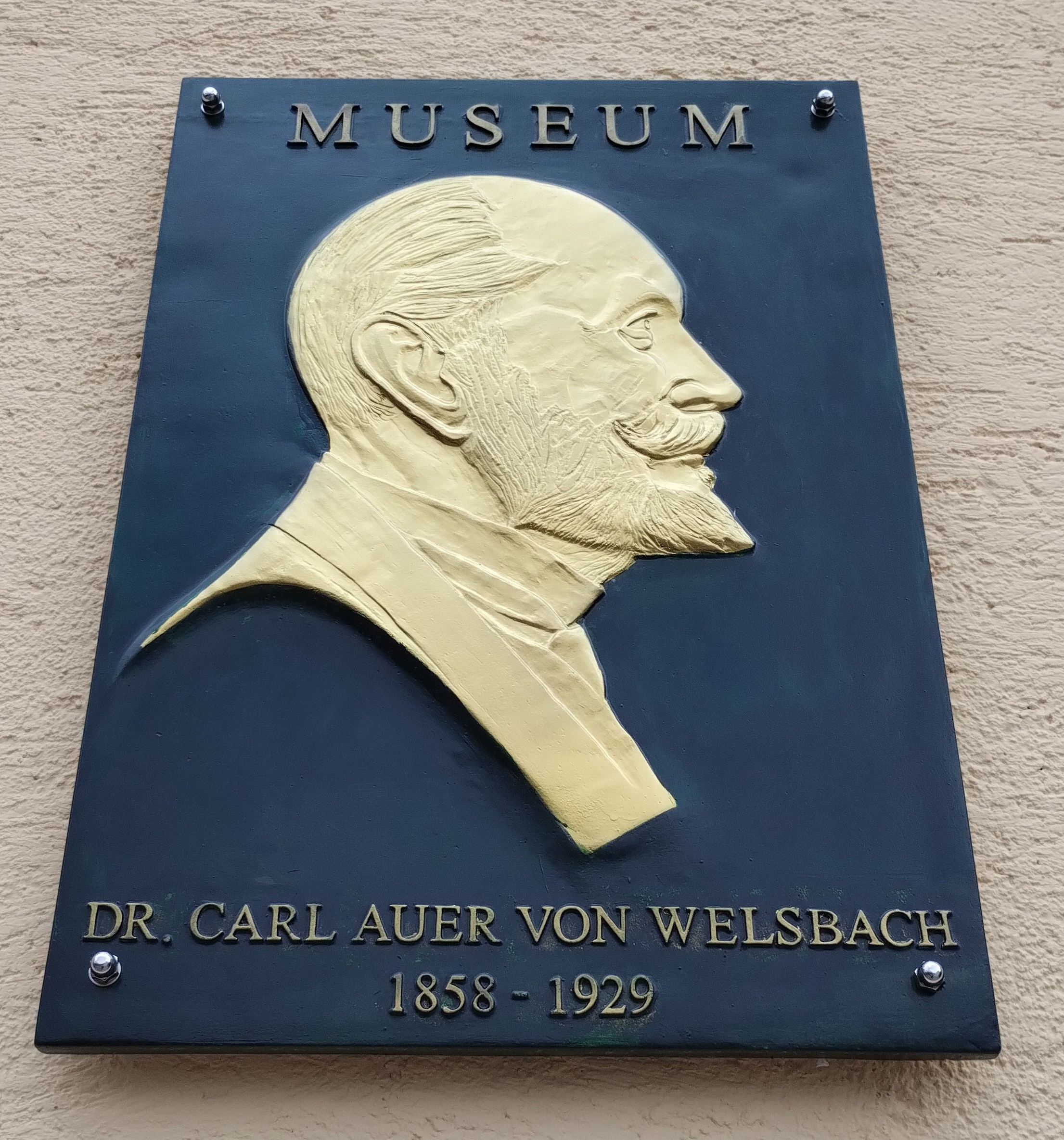
Dr. Carl Auer von Welsbach Gedenktafel

Auer beobachtete bei seinen Arbeiten das Leuchten der Verbindungen Seltener Erden in der Flamme des Bunsenbrenners. Wenn er Baumwollfäden mit Salzlösungen Seltener Erden tränkte und die getrockneten Fäden verbrannte, blieb ein Gerüst aus Oxiden zurück, das ein starkes Strahlungsvermögen hat. So erfand Auer 1885 den Glühstrumpf, auch als Auerstrumpf bekannt, der den Wirkungsgrad der damals bekannten Gasbeleuchtung wesentlich verbesserte. 
Nachdem Auer die Zusammensetzung optimiert hatte (ursprünglich Magnesium- bzw. Zirkon-, Lanthan- und Yttriumoxid, dann Thorium- und Ceroxid), war das Gasglühlicht (damals „Auerlicht“ genannt) allen damals bekannten Lichtquellen überlegen: Es war deutlich heller als Kerze oder Kienspan, sondern war auch günstiger als andere Gaslampen oder die elektrische Kohlenfadenlampe. So wurde es auch wirtschaftlich ein Erfolg.

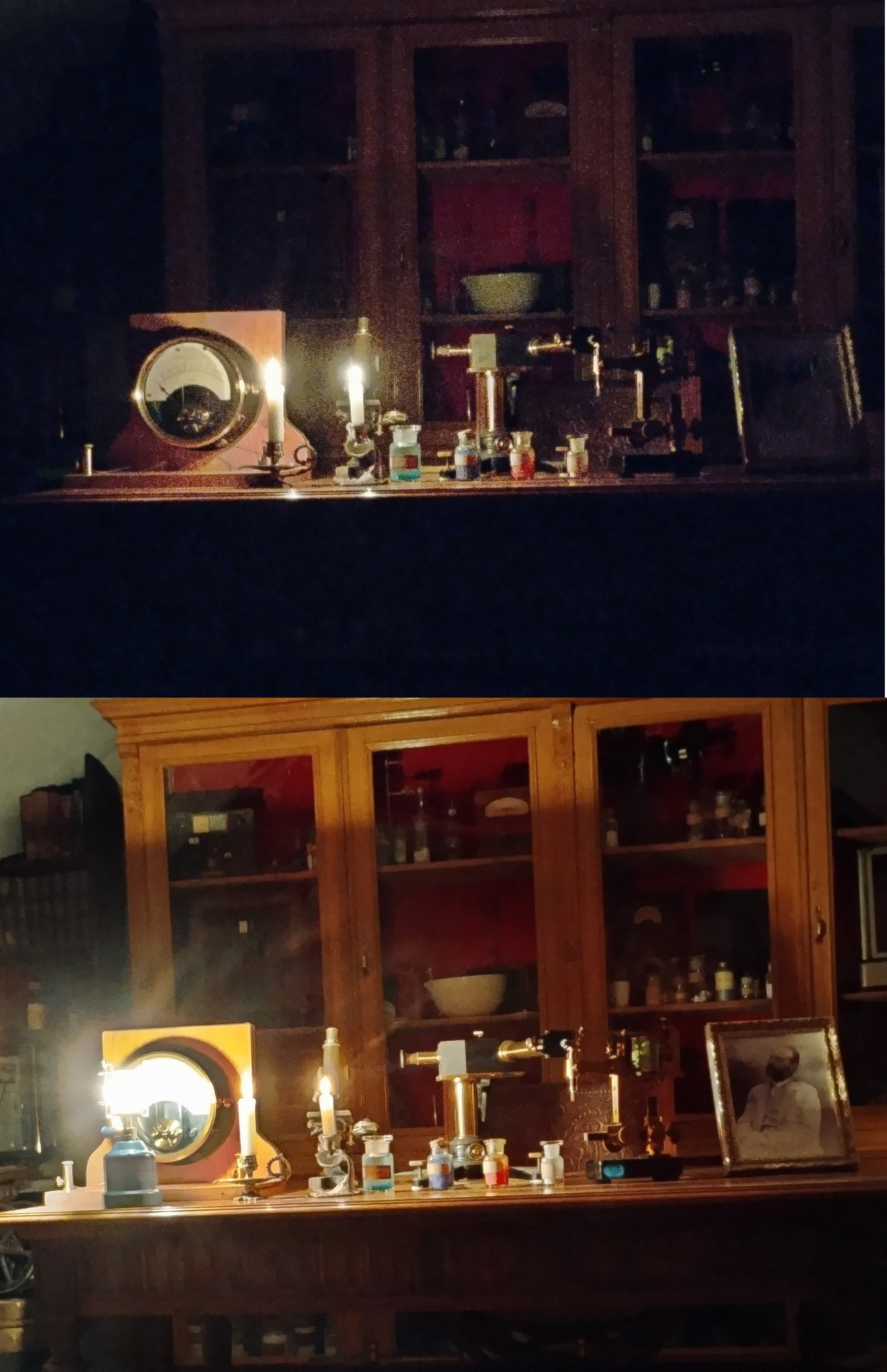
Helligkeit des Glühstrumpfes verglichen mit Kerzen im Auer von Welsbach Museum

Auer beschäftigte sich auch mit Glühlampen: 1898 ließ er die erste brauchbare Metallfadenlampe patentieren. Er entwickelte dazu ein Verfahren zur Herstellung von Drähten aus Osmium (Patent 1890), das damals als das Metall mit dem höchsten Schmelzpunkt galt (Wolfram schmilzt bei noch höheren Temperaturen).

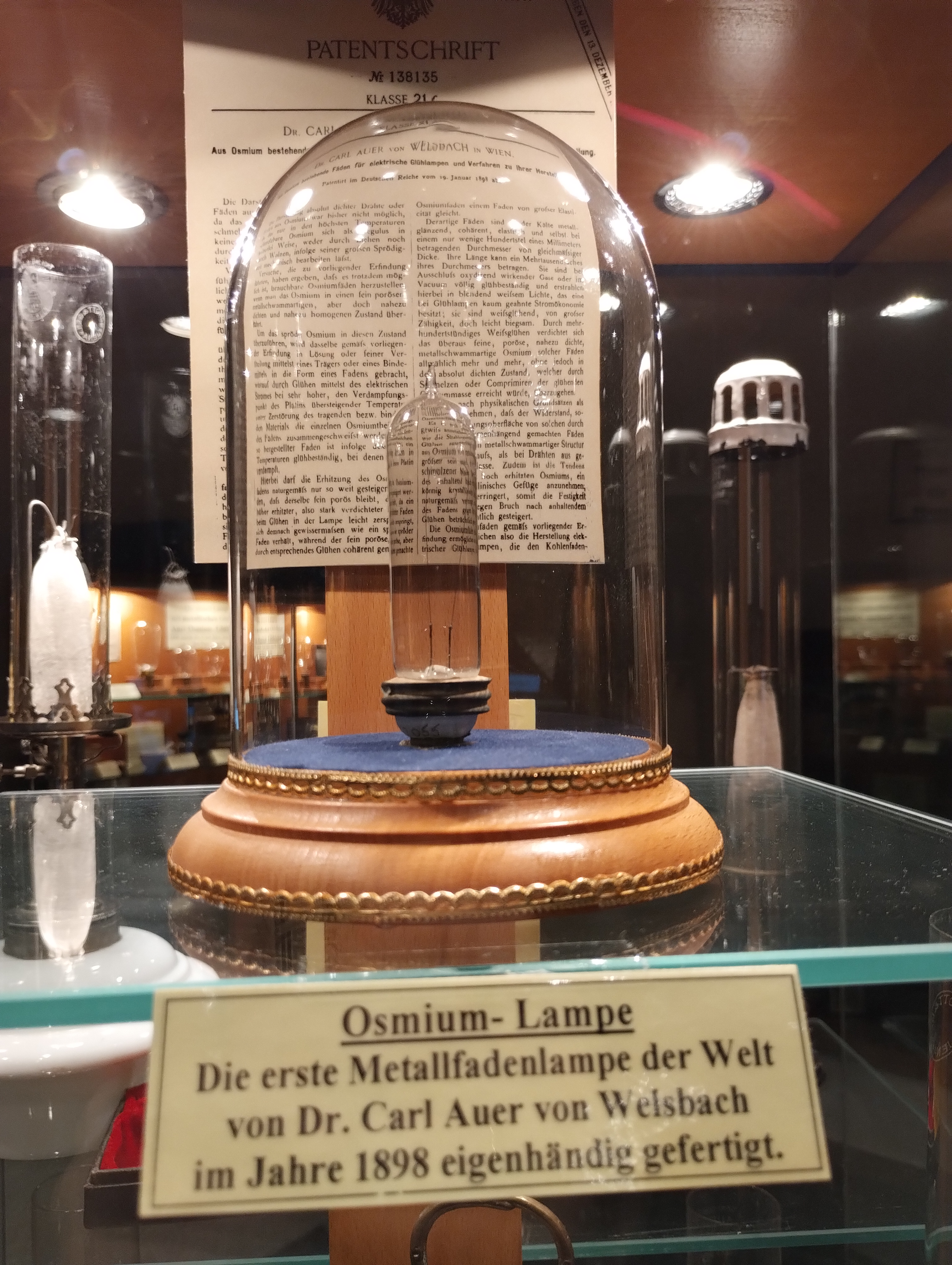
Osmiumlampe von Carl Auer von Welsbach im Museum in Althofen

1903 erfand er den Zündstein, der kein spröder Stein ist, sondern eine duktile Metalllegierung aus Cer und Eisen, von der durch Schaben, meist durch das fräsend wirkende Zündrädchen, Späne abgehoben werden, die heiß entstehen und sich an Luft selbst entzünden. 1907 brachte er entsprechende Feuerzeuge auf den Markt, und auch die heutigen Feuerzeuge mit Zündstein basieren auf Auers Cereisen. Die Bezeichnung Zündstein spielt auf bis dahin genutzte spröde Mineralien an, die durch Schlagen mit Stein oder Stahl funkende Splitter geben; siehe dazu auch Feuerstein, Markasit.
1905 entdeckte Auer – unabhängig von Georges Urbain – die Elemente Ytterbium und Lutetium.
Am 10. März 1906 meldete Carl Auer von Welsbach das Warenzeichen OSRAM für die Waren Elektrische Glüh- und Bogenlichtlampen beim damaligen Kaiserlichen Patentamt in Berlin an.

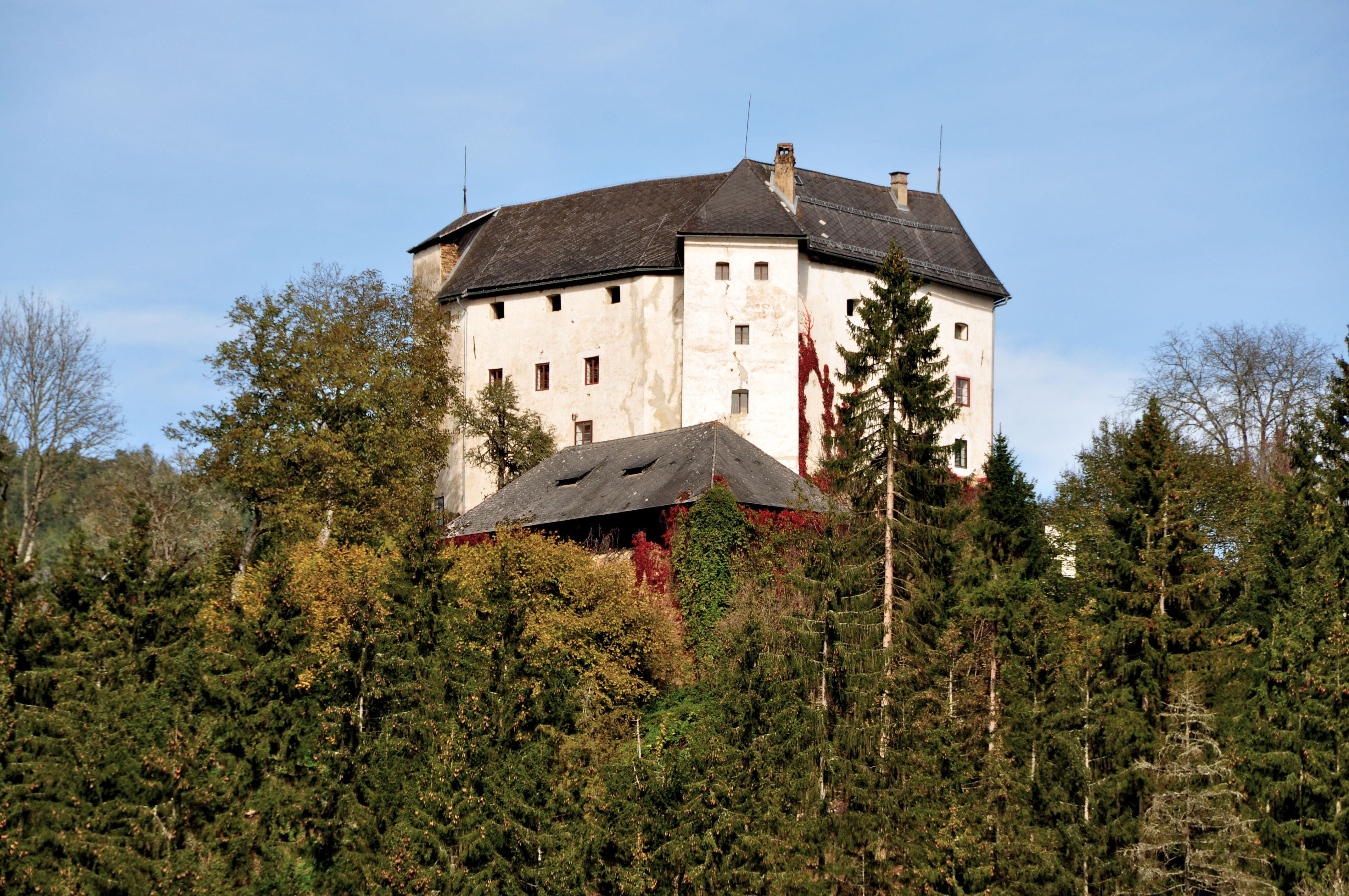
Schloss Rastenfeld in Mölbling (2012)

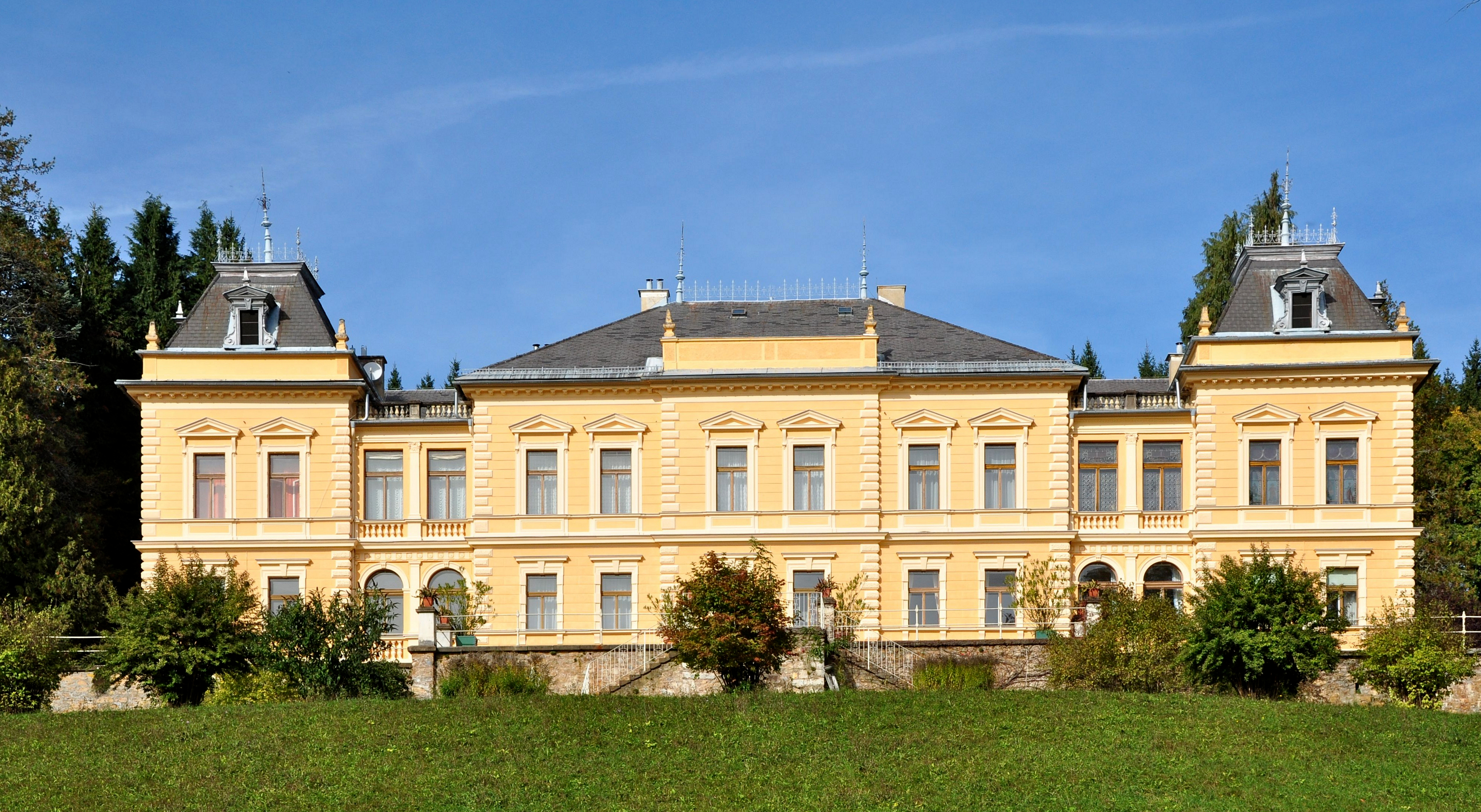
Schloss Welsbach, Mölbling (2012)

### Familien- und Privatleben
Am 31. Dezember 1898 heiratete er auf Helgoland Marie Anna Nimpfer, die ihm vier Kinder gebar:
- Karl Maria (* 17. Juni 1900,[9] † 12. Januar 1972),
- die Zwillinge Herbert Karl Maria (* 16. September 1902, † 8. Mai 1965[10]) und Hermann Karl Maria (* 16. September 1902, † 21. Dezember 1977[10]) sowie
- Hildegard Maria Karola, verehelichte Auer-Hofmann (* 10. November 1903,[11] † spätestens 1935).

1887 wurde der Hochofen in Althofen-Treibach stillgelegt und das Eisenwerk wurde geschlossen.
Carl Auer von Welsbach kaufte 1893 von der Schauspielerin Marie Geistinger Schloss Rastenfeld in Mölbling in Kärnten. 
Er ließ die Villa Marienhof abreißen und an deren Stelle Schloss Welsbach als Familiensitz errichten. Dort starb er 1929. 
Schloss Welsbach liegt 6 km westlich von Althofen. Auer gründete auf dem Gelände des stillgelegten Eisenwerks die Treibacher Chemischen Werke. Er kaufte nach Bunsens Tod (1899) dessen Bibliothek. Er beschäftigte verlässliche Partner, zum Beispiel seinen langjährigen Rechtsanwalt Adolf Gallia, der seine Patente weltweit registrieren ließ. Auer galt als ein systematisch und diszipliniert arbeitender Forscher und Gelehrten – sparsam mit Worten und schriftlichen Aussagen.
Er wurde im Familiengrab (Gruppe 19, Nummer 26) in Wien auf dem Hietzinger Friedhof bestattet, wo z. B. auch Otto Wagner und Gustav Klimt bestattet sind.

## Ehrungen

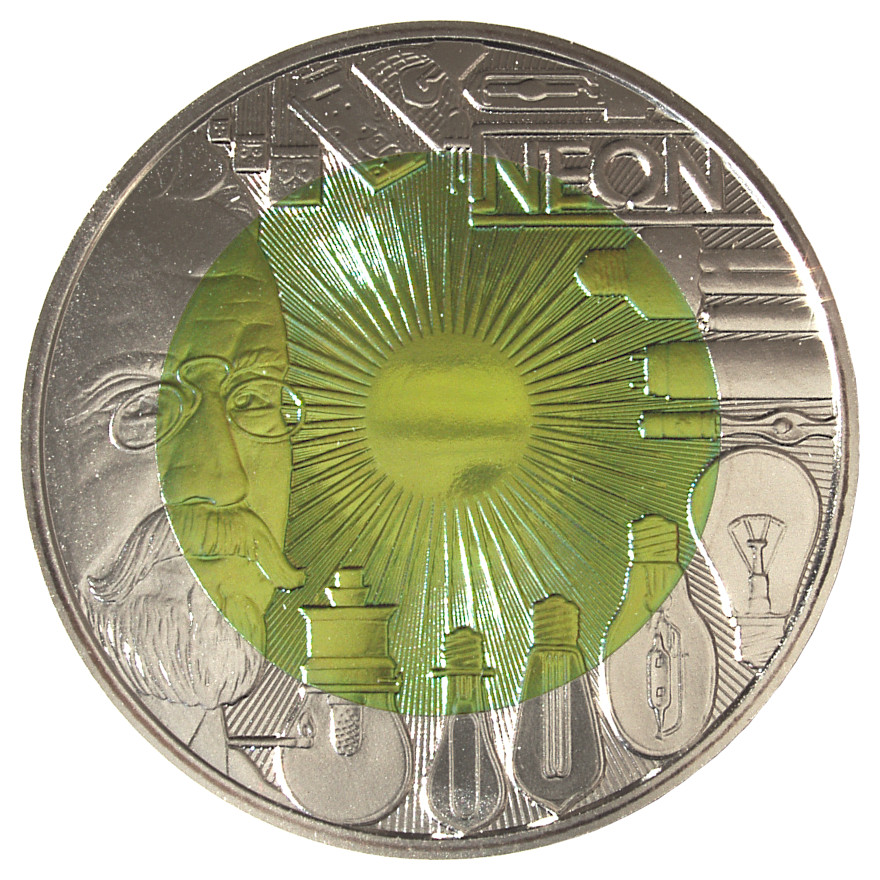
25-Euro-Münze (2008)

- Kaiser Franz Joseph I. erhob Carl Auer 1901 in den Freiherrenstand.
- 1913 korrespondierendes Mitglied der Preußischen Akademie der Wissenschaften.[12]
- 1920 erhielt er den Werner-von-Siemens-Ring.[13][14]
- 1921 erhielt er die Wilhelm-Exner-Medaille.

### Würdigungen

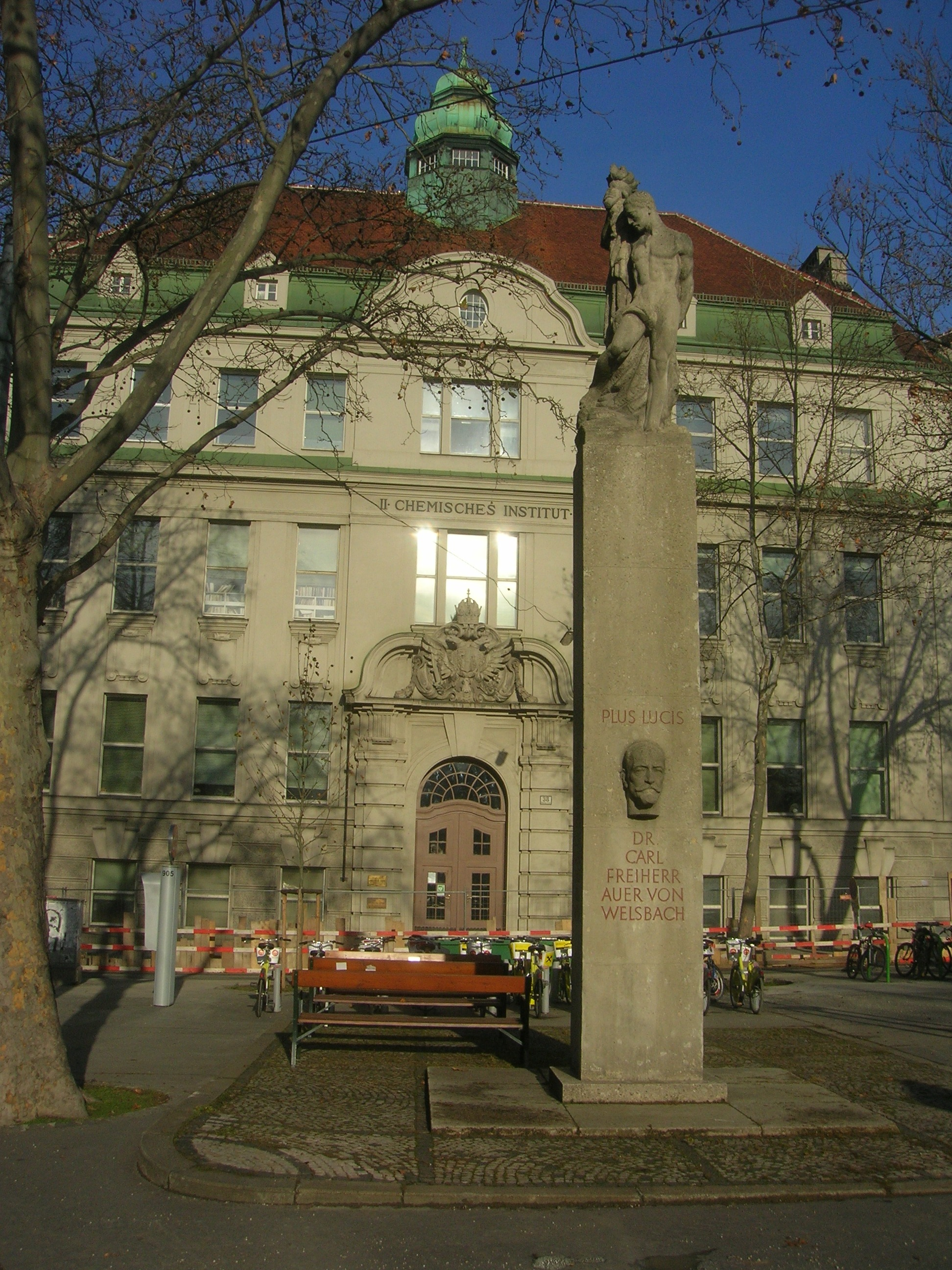
Denkmal für Carl Auer von Welsbach in Wien

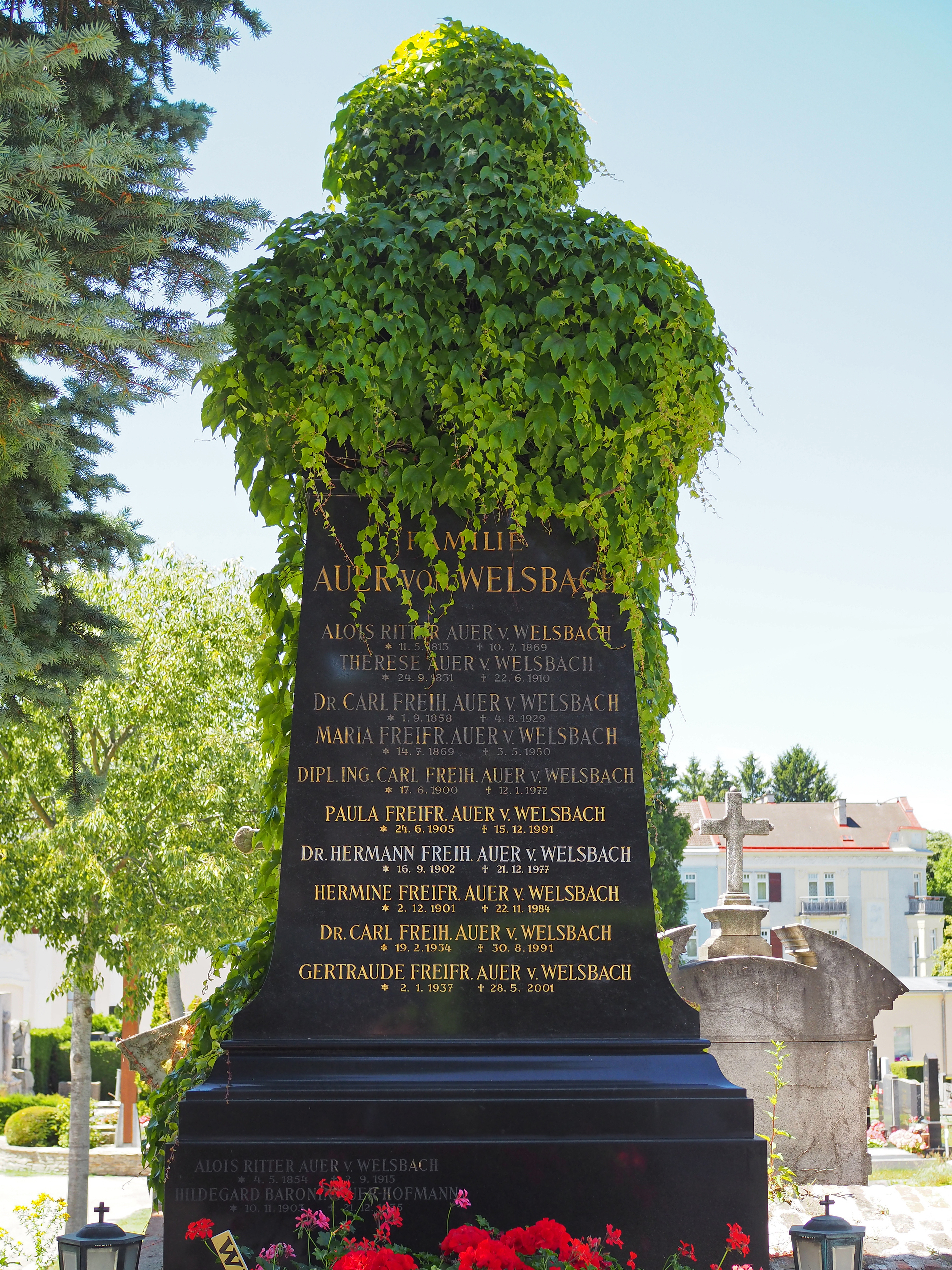
Grab von Carl Auer von Welsbach in der Familiengruft auf dem Hietzinger Friedhof

- Vor dem (Zweiten) Chemischen Institut der Universität Wien (Währinger Straße 38) wurde in der Boltzmanngasse, heute hier: Ehrenhaft-Steindler-Platz, 1935 ein von Wilhelm Frass gestaltetes Denkmal für Auer von Welsbach errichtet. Es trägt vorne die lateinische Inschrift „Plus lucis“ (mehr Licht),[15] und hinten: Aus Seltenen Erden und Metallen schuf sein forschender Geist das Gasglühlicht, die elektrische Osmiumlampe, das funkensprühende Cereisen.[16] Im Zweiten Weltkrieg wurde die oben am Pfeiler stehende Statue „Fackelträger“ der Bronzegewinnung wegen eingeschmolzen und dieselbe Figur 1954 wiederum von Frass, jedoch in Stein angefertigt.
- Auers Porträt findet sich auf der 20-Schilling-Banknote von 1956 und weiters auf 2 Münzen Österreichs:
  - 25-Schilling-Silbermünze, vor 2001
  - 25-Euro-Sammlermünze, Silber (Ring) / Niob (Kern, grün), „Faszination Licht“ aus 2008
- Auer ist auf 3 Briefmarken porträtiert:
  - 40-Heller-Marke (also bis 1925) samt Nennung von 3 seiner Erfindungen bis „Auermetall 1903“
  - 1,50-Schilling-Briefmarke mit Lebensdaten, ohne „von“ im Namen, vielleicht von 1958.
  - Serie "Österreichische Erfindungen", Gasglühlicht, 62 Eurocent aus 2012.
- Seit 2008 schreibt die Universität Wien ein Auer-von-Welsbach-Stipendium aus.[17]
- In Wien Rudolfsheim-Fünfhaus (15. Bezirk) wurde der frühere Schönbrunner Vorpark vor 1933 in Auer-Welsbach-Park umbenannt; bis 1992 gehörte er zum 14. Bezirk.
- In Wien-Liesing (23. Bezirk) besteht (seit vor 1956) im Bezirksteil Atzgersdorf unweit der von Auer gegründeten Fabrik (später Osram-Werke, heute Wohnhausanlage Osramgründe) die Auer-Welsbach-Gasse, heute -Straße. (Eine 1930 benannte Auer-Welsbach-Gasse in Wien-Simmering, 11. Bezirk, bei der Neugebäudestraße, heißt seit 1970 Mazellegasse.)
- In Graz Puntigam wurde die Straße, an der ehemals ein Gaswerk (1960–1978 betriebene Ölspaltanlage der Grazer Stadtwerke) stand und die zum Gasrohrsteg über die Mur führt, Auer-von-Welsbach-Gasse benannt.
- (Carl-)Auer-(von-)Welsbach-Straßen oder -Gassen gibt es auch in Althofen (Kärnten), Amstetten (Niederösterreich), Burghausen (Bayern, D), Felixdorf (NÖ), Gallneukirchen (Oberösterreich), Klagenfurt (Kärnten), Marchtrenk (OÖ), Meiselding (seit 1973 Ortsteil der Gemeinde Mölbling; Kärnten), Ritzing (Kärnten), Salzburg (Salzburg), Sankt Veit an der Glan (Kärnten), Trier (Rheinland-Pfalz, D), Villach (Kärnten).
- Seit Jänner 1998 trägt das (Bundesoberstufenreal-)Gymnasium in der Stadt Althofen, Kärnten, den Beinamen Auer von Welsbach, denn Carl Auer von Welsbach kam 1898 nach Treibach(-Althofen) und kaufte hier ein industrielles Grundstück, auf dem die späteren Treibacher Chemischen Werke gegründet wurden.[18]
- Seit 1951 gibt es in Berlin-Friedrichshain die Auerstraße.
- 2010 wurde der Große Hörsaal I der Chemischen Institute der Universität Wien in Carl-Auer-von-Welsbach-Hörsaal umbenannt.[19]
- Auf der Website des BORG Auer von Welsbach in Althofen werden zahlreiche Würdigungen bis zur Verleihung des Ringes der Siemens-Ring-Stiftung im Jahr 1920 angeführt.[20]
- 1998 entstand in Althofen das Auer-von-Welsbach-Museum.[21] In der Altstadt von Althofen wird weiterhin eine Gasglühlicht-Straßenbeleuchtung betrieben.
- Ihm zu Ehren ist die Pflanzengattung Auerodendron aus der Familie der Kreuzdorngewächse (Rhamnaceae) benannt.[22]
- Sieben Nominierungen für den Chemie-Nobelpreis[23]

## Werke (Auswahl)
- Über die seltenen Erden. In: Monatshefte für Chemie. An international journal of chemistry. ISSN 1434-4475, Band 5, 1884 (Januar), S. 508–522.
- Ueber das Gasglühlicht. Vortrag gehalten im Niederösterreichischen Gewerbevereine. Verlag des Niederösterreichischen Gewerbevereines, Wien 1886 (Aus: Wochenschrift des Niederösterreichischen Gewerbevereines 1886)
- Zur Geschichte der Erfindung des Gasglühlichtes. München 1901 (Aus: Schilling’s Journal für Gasbeleuchtung und Wasserversorgung 1901)
- Die Zerlegung des Didyms in seine Elemente. In: Sitzungsberichte der Kaiserlichen Akademie der Wissenschaften in Wien, Mathematisch-Naturwissenschaftliche Klasse. Jg. 1903, Bd. 112, Abt. 2a, S. 1037–1055
- Bemerkungen über die Anwendung der Funkenspectren bei Homogenitätsprüfungen. In: Festschrift Adolf Lieben. Winter, Leipzig 1906
- Über die chemische Untersuchung der Actinium enthaltenden Rückstände der Radiumgewinnung. Alfred Hölder, Wien 1910 (Mitteilungen der Radium-Kommission der Kaiserl. Akademie der Wissenschaften, Nr. 6, 1910)